# Robert Cecil, 1:e viscount Cecil av Chelwood
Edgar Algernon Robert Gascoyne-Cecil, 1:e viscount Cecil av Chelwood, känd som Lord Robert Cecil mellan 1868 och 1923, född 14 september 1864, död 24 november 1958, var en brittisk advokat, parlamentsledamot och minister. Han var son till premiärministern Lord Salisbury och bror till Hugh Cecil, 1:e baron Quickswood. 
Efter studier vid Eton och Oxford College och verksamhet som advokat inträdde Cecil i underhuset 1906 som konservativ ledamot. Med en utpräglad dragning åt liberalt individualistiska principer väckte han uppseende genom ett Manchesterliberalt motiverat motstånd mot tullförslag, 8-timmarsdagen och ålderspension. På grund av detta förlorade han sitt mandat 1910, men återvände redan 1912 och blev denna gång uppmärksammad som förespråkare för kvinnlig rösträtt och försvar av statskyrkan. I maj 1915 inträdde Cecil i Asquiths koalitionsministär och stannade kvar även i David Lloyd Georges ministär, först som understatssekreterare i utrikesdepartementet, därefter som blockadminister, slutligen som biträdande utrikesminister. I juli 1916 deklarerar han å de allierades vägnar, att dessa helt hade övergett Londondeklarationen. 
År 1918 utträdde Cecil ur ministären på grund av dennas ståndpunkt i fråga om Wales ställning i Brittiska riket. Som en ivrig anhängare av tanken på ett Nationernas förbund, deltog han i Paris 1919 vid förberedelserna till dess grundande, och deltog sedan vid ett flertal av förbundets förhandlingar, bland annat 1920 som representant för Sydafrika. År 1923 adlades han som viscount Cecil av Chelwood. I Baldwins första ministär 1923-24 var han lord privy seal; i sin andra innehade han främst det nominella ämbetet som kansler för Lancaster och ägnade sin mesta tid åt folkförbundsärenden. Han avgick dock i augusti 1927 då han inte ansåg att ministären gjort tillräckliga medgivanden i avrustningsfrågan. Från 1918 var han kansler för Birminghams universitet. Han tilldelades Nobels fredspris 1937.